# Escala Kinsey
L'escala Kinsey pretén fer mesura de l'orientació sexual partint de 0 (exclusivament heterosexual) a 6 (exclusivament homosexual). Inicialment va ésser publicada a Sexual Behavior in the Human Male (1948) d'Alfred Kinsey, i fou important en el treball complementari de títol Sexual Behavior in the Human Female (1953).
Per descriure l'escala, Kinsey afirmà:
| «                | (anglès) Males do not represent two discrete populations, heterosexual and homosexual. The world is not to be divided into sheep and goats. It is a fundamental of taxonomy that nature rarely deals with discrete categories... The living world is a continuum in each and every one of its aspects. | (català) Els mascles no representen dues poblacions separades d'homosexuals i heterosexuals. Com igualment el món no està dividit entre ovelles i cabres. És, doncs, fonamental per a la taxonomia el fet que la Natura rarament es descriu amb grups marcadament separats... El món natural és continu en tots i cadascun dels seus aspectes. | » |
| — Alfred Kinsley | | |   |

Amb el remarcament de la gradació existent entre els historials homosexual i heterosexual exclusius, ha semblat apropiat el desenvolupament d'una classificació que es basi en la quantitat d'experiències homosexuals i heterosexuals de cada historial... Cada individu seria assignat a una posició dintre d'aquesta escala, per a cada període de la seva vida…. Una escala amb set punts assenyala fidedignament les múltiples gradacions que de fet existeixen." (Kinsey, i cols. (1948). pp. 639, 656)

L'escala Kinsey presentada és la següent:
| Rang | Descripció                                                          |
| ---- | ------------------------------------------------------------------- |
| 0    | Exclusivament heterosexual                                          |
| 1    | Predominantment heterosexual, només ocasionalment homosexual        |
| 2    | Predominantment heterosexual, però més que ocasionalment homosexual |
| 3    | Tant heterosexual com homosexual                                    |
| 4    | Predominantment homosexual, però més que ocasionalment heterosexual |
| 5    | Predominantment homosexual, només ocasionalment heterosexual        |
| 6    | Exclusivament homosexual                                            |

## Recerca

### Informes Kinsey
- Homes: L'11,6% dels homes blancs d'entre 20 i 35 van tenir un grau 3r en aquest període de la seva vida.[1]
- Dones: El 7% de les dones fadrines d'entre 20 i 35 i el 4% de les dones prèviament casades d'entre 20 i 35 van tenir un grau 3r en aquest període de les seves vides.[2] d'un 2 a un 6% de les dones, d'entre 20 i 35, van tenir un grau 5è[3] i d'un 1 a un 3% de les dones fadrines d'entre 20 i 35 en tengueren un grau 6è.[4]